# Prissac
Prissac is een gemeente in het Franse departement Indre (regio Centre-Val de Loire) en telt 738 inwoners (1999). De plaats maakt deel uit van het arrondissement Le Blanc.

## Geografie
De oppervlakte van Prissac bedraagt 64,3 km², de bevolkingsdichtheid is 11,5 inwoners per km².
De onderstaande kaart toont de ligging van Prissac met de belangrijkste infrastructuur en aangrenzende gemeenten.

## Demografie
Onderstaande figuur toont het verloop van het inwonertal (bron: INSEE-tellingen).